# Steroid-21-Hydroxylase
Steroid-21-Hydroxylase (CYP21) ist ein Enzym, das bei der Biosynthese der Steroidhormone Aldosteron und Cortisol beteiligt ist. Es katalysiert eine Oxidation des Kohlenstoffatoms 21 in Steroiden, welche bei der Bildung dieser Hormone nötig ist.
21-Hydroxylase wird über das Gen CYP21A2 gebildet. Ein Defekt innerhalb dieses Gens bewirkt eine Störung der Bildung des Enzyms, welche zum Adrenogenitalen Syndrom Typ 3 (Klassische 21-OHD CAH) führt. 
Der Grund für die häufigen Mutationen des Gens liegt in der Rekombination mit einem inaktiven Pseudogen, mit dem es auf einem Chromosom liegt.

## Katalysierte Reaktionen
+ AH2 + O2 ⇒  + A + H2O
Pregnenolon wird zu 21-Hydroxypregnenolon umgesetzt.
 + AH2 + O2 ⇒  + A + H2O
17α-Hydroxypregnenolon wird zu 17α,21-Dihydroxypregnenolon oxydiert.
 + AH2 + O2 ⇒  + A + H2O
17α-Hydroxyprogesteron wird zu 11-Deoxycortisol umgesetzt.
 + AH2 + O2 ⇒  + A + H2O
11β-Hydroxyprogesteron wird hydroxyliert, Corticosteron entsteht.